# 金拉山
14°42′41″S 72°22′10″W / 14.71139°S 72.36944°W
金拉山（Kinra），是秘魯的山峰，位於該國南部庫斯科大區，由瓊比維卡省的聖托馬斯區負責管轄，屬於萬索山脈的一部分，海拔高度5,000米。